# Nchanga
Nchanga ist eine 1955 gegründete Bergbaustadt in der Provinz Copperbelt nordöstlich von Chingola in Sambia. Sie liegt etwa 1350 Meter über dem Meeresspiegel und ist faktisch mit der Nachbarstadt zusammengewachsen.

## Rohstoffe
Das Bergwerk in Nchanga gehört Konkola Copper Mines, wo 60 Prozent des sambischen Kupfers gefördert werden. Es wird im Tagebau (Abbau seit 1957) und im Untertagebau (Abbau: 1927 bis 1931, seit 1937 in Betrieb) Kupfererz gefördert. Die neun offen Gruben liegen im Halbkreis um Chingola, so dass beide Gebiete und Städte kaum noch voneinander zu trennen sind. Da Nchanga statistisch nicht gesondert ausgewiesen wird, dürfte seine Bevölkerung mit der von Chingola zusammengefasst sein.
In der Stadt gibt es zwei Kupferhütten, eine für Erze aus dem Tagebau, eine für das untertägig gewonnene Ausbringen, wo aus den Kupferkonzentraten des elektrochemischen Verhüttungsprozesses Cobaltrohfabrikate als Nebenprodukt in Form einer Cu-Co-Legierung gewonnen werden. Beim Elektrolyseprozess können aus dem Anodenschlamm weitere Edelmetalle extrahiert werden, typische Nebenprodukte sind dabei Silber, Platin und Palladium.

## Infrastruktur
Nchanga hat Grund- und Sekundarschulen und Krankenhäuser.
Die Nchanga Rangers sind trotz ihres Namens ein Fußballclub in Chingola. Ihr Stadion hat 15.000 Plätze und steht in Chingola.